# Trirachys gloriosus
Trirachys gloriosus là một loài bọ cánh cứng trong họ Cerambycidae.